# Anthonie Hendrik van Gelderen

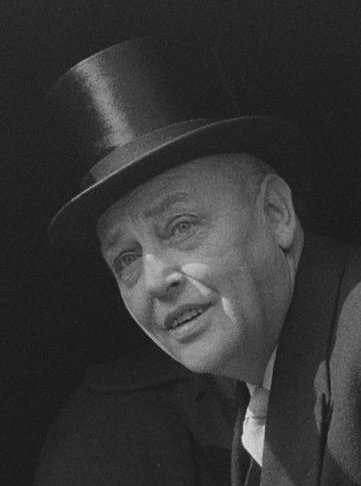
Burgemeester A.H. van Gelderen

Anthonie Hendrik van Gelderen (Boskoop, 12 februari 1900 – Amsterdam, 17 oktober 1979) was een Nederlands politicus.
Hij werd geboren als zoon van Jan van Gelderen (1871-1939) en Maria de Wilde (1873?-1950). Zijn vader was een Boskoopse wethouder. A.H van Gelderen ging in Gouda naar de hbs en werd in 1922 volontair bij de gemeente Boskoop. Een jaar later werd hij daar benoemd werd tot ambtenaar ter secretarie en uiteindelijk zou hij het bij die gemeente brengen tot commies. In maart 1935 werd Van Gelderen de burgemeester van Zaandijk. In 1944 nam hij ontslag maar na de bevrijding keerde hij terug in zijn oude functie. Van Gelderen ging in maart 1965 met pensioen en overleed in 1979 op 79-jarige leeftijd.